# 東洋館出版社
東洋館出版社（とうようかんしゅっぱんしゃ）は日本の出版社。教育関係の書籍、雑誌の出版を専門とする。

## 概要
教育書全般の出版を行っているが、その中でもとりわけ初中等教育の教員を対象とした教科教育に関する書籍の出版に特色がある。文部科学省の編集した学習指導要領解説編について複数の科目で頒布を行ったり、下記のとおり同省の編集した雑誌を発行したりするなど、同省とのつながりが深い。
また、日本社会教育学会の学会誌『日本の社会教育』(同学会年報)など学術図書にも力を入れて刊行し続けている。

## 発行している雑誌
月刊誌
- 『初等教育資料』（文部科学省教育課程課・幼児教育課編）
- 『特別支援教育研究』（全日本特別支援教育研究連盟編）
- 『新しい算数研究』（新算数教育研究会編）
- 『理科の教育』（日本理科教育学会編）

季刊誌
- 『特別支援教育』（文部科学省初等中等教育局特別支援教育課編）
- 『子どもと創る「国語の授業」』（全国国語授業研究会・筑波大学附属小学校国語研究部編）
- 『算数授業研究』（筑波大学附属小学校算数研究部編）

学会誌
- 『日本の社会教育』(日本社会教育学会年報)

- 『教育社会学研究』（日本教育社会学会）

- 『コグトレ研究』（日本cog-tr学会）